# ICheck
ICheck株式会社は、新型コロナウイルス感染症(COVID-19)の検査に関する事業で操業した日本のスタートアップ企業。現在はヘルステックカンパニーとして事業展開している。

## 概要
2020年12月10日設立。東京都中央区に本社を置く。新型コロナウイルス感染症撲滅に向けて、疫学調査を実施しており、疫学調査データを基に、行政及び医療機関と共に支援活動を行なっている。
2020年1月10日に初めて新型コロナ陽性患者を受け入れた、JA神奈川券厚生連相模原協同病院が疫学調査の共同研究先。
コロナ禍では総検査数300万人を目指し抗原・抗体検査・PCR検査も行っている。代表者は金子賢一。
現在はテクノロジーを駆使したヘルステック事業を展開。企業や病院に向け、新型コロナウイルス・がんリスク・性感染症などの検査キットや、衛生検査所や幹細胞培養を開設し幅広くヘルスケア領域の事業を展開
東京都が実施していた新型コロナの無料検査で、検査の実績を大幅に水増しし、都からおよそ８億円の補助金をだまし取っていたとして、元課長ら７人が、詐欺の疑いで警視庁に逮捕された。

## 沿革
2020年12月
- 資本金1,000万円にて会社設立
- 民間初となる医療機関との共同事業体「ICheck疫学調査コンソーシアム」設立

2021年1月
- MXテレビ協賛『どうする企業のコロナ対策』番組にて『ICheck』が特集・放映[2]
- 歌手の島谷ひとみが、ICheckのアンバサダーに就任[3]

2021年2月
- 渋谷センター街で新型コロナウイルス ICheck 抗原検査キットを販売[4][5]

2021年3月
- PCR検査サービス開始、業界初PCR検査一部無料[6]
- 羽田空港第1・第2ターミナル（出発および到着ロビー）自動販売機にてICheck 抗原検査キットを販売[7]

2021年4月
- 厚生労働省・講談社 共同企画～新型コロナウイルス感染予防のために！～『はたらく細胞』ムービングコミックを世界無料配信に協賛[8]
- 『NAONのYAON 2021』がICheck抗原検査・PCR検査活用で感染予防対策、Withコロナのイベント開催[9]

2021年6月
- 新型コロナPCR検査・抗原検査キットを郵便局のネットショップ」で取扱いスタート

2021年7月
- 【相川七瀬25周年ライブツアー『ROCK KINGDOM』】の感染予防対策を実施
- 15分ほどで結果が分かる検査キットをすぐにお届けする “新型コロナ抗原検査クイックチェックデリバリー” サービスを開始

2021年8月
- 大人気動画クリエイター きりたんぽ が【ICheck】の公式アンバサダーに就任
- YouTubeチャンネル【UUUM GOLF】とのコラボレーションが実現

2021年9月
- ICheck×大人気アニメ『はたらく細胞』のコラボレーションが実現
- 山形県南陽市の成人式に、ICheck抗原検査キットを導入し、2年越しに開催

2021年10月
- メディカルチェック推進機構とICheck、ワクチン接種記録アプリ「ワクパス」の共同提供を発表
- 代表取締役 金子賢一が「Ｋ字型経済攻略法 ポスト・コロナで躍進する11人のリーダーたち」に掲載

2021年11月
- 日経FT感染症会議に登壇
- ワクチン接種記録アプリ「ワクパス」のiOS版/Google Playでリリースを発表

2021年12月
- “ICheckカルテ”が2021年12月6日よりリニューアル
- アンドレス・イニエスタ選手のスペシャルイベントでICheckを寄付

2022年1月
- 新型コロナ抗原検査の【ICheck】×大人気アニメ『はたらく細胞』のコラボレーションが好評につき第2弾登場

2022年3月
- 新型コロナ抗原検査の【ICheck】×大人気アニメ『はたらく細胞』のコラボレーションが好評につき第3弾登場
- 無料PCR検査センターを渋谷で開始

2022年4月
- ICheckはセルフ検査キットの第1弾として新商品「ピロリ菌検査キット」を販売開始
- ICheckが第三者割当増資による資金調達を実施
- 健康をテーマにしたエイジングケアサプリメント『Returner』NMN＋W Vitaminを発売開始

2022年5月
- ICheckと香味醗酵が「ヒト嗅覚受容体」細胞アレイ技術の医療分野における業務提携を締結

2022年10月
- 国内で初めて開催された本格的なフェムテックイベント「Femtech Tokyo 2022」にに出展

2022年11月
- その場ですぐに結果がわかる、がんリスク・性感染症などの検査キット類を発表

2022年12月
- ブランドムービー「大切な誰かのために篇」が公開
- PHR（Personal Health Record）の普及を実現のためICheck HEALTH TO EARN PROJECTを発表

2023年1月
- 幅広い検査が可能になる衛生検査所を開設

2023年2月
- スキンケア、ヘアケア、ボディケア商品の研究開発が可能な幹細胞培養所を開設

2023年3月
- 『子宮頸がん・感染症啓発講演会』に協力！

2023年5月
- 農林水産大臣に輸出植物検疫を行うことができる民間企業登録検査機関に認定

- 情報セキュリティマネジメントシステム　ISMS認証(ISO27001)を取得

2023年8月
- 健康経営支援！法人向け「AI活用プラン」の提供開始

2023年9月
- 厚生労働省 肝炎対策国民運動事業『知って、肝炎』 に参画

2023年11月
- 東京都中央区へ本社を移転

2023年12月
- 『健康優良企業』に認定

2024年１月
・新型コロナウイルスのＰＣＲ検査キット販売事業への出資金名目で現金計約１億１０００万円を詐取したなどとして医療関連会社の代表取締役（４４）ら６人が警視庁に逮捕された
2025年1月
- 都からおよそ８億円の補助金をだまし取っていたとして、元課長ら７人が、詐欺の疑いで警視庁に逮捕された